# HMS Whirlwind (R87)
«Вірлвінд» (англ. HMS Whirlwind (R87) — військовий корабель, ескадрений міноносець типу «W» Королівського військово-морського флоту Великої Британії часів Другої світової та Холодної воєн.
Ескадрений міноносець «Вірлвінд» закладений 31 липня 1942 року на верфі компанії Hawthorn Leslie and Company у Геббурні. 30 серпня 1943 року він був спущений на воду, а 20 липня 1944 року увійшов до складу Королівських ВМС Великої Британії. Есмінець брав участь у бойових діях на морі в Другій світовій війні, бився на Тихому океані.

## Бойовий шлях

### 1944
Після введення в експлуатацію «Вірлвінд» був призначений для служби на Східному флоті, і в жовтні 1944 року вийшов від берегів Британії. Під час проходження есмінець ненадовго був залучений до проведення військових операцій у Середземному морі. 13 листопада 1944 року супроводжував лінкор «Кінг Джордж V» під час бомбардування острова Мілос в Егейському морі, перш ніж продовжити похід на базу Східного флоту в Тринкомалі на Цейлоні. «Вірлвінд» приєднався до британського Тихоокеанського флоту, коли він був сформований 22 листопада 1944 р.
20 грудня 1944 року британська оперативна група діяла в рамках операції «Робсон», завдавши повітряних ударів по комплексу нафтоочисних споруд у Пангкалан Брандант на Суматрі.

### 1945
24 січня 1945 року британці провели черговий наліт у ході операції «Меридіан» на об'єкти нафтової промисловості в Палембанг.